# Tiristor

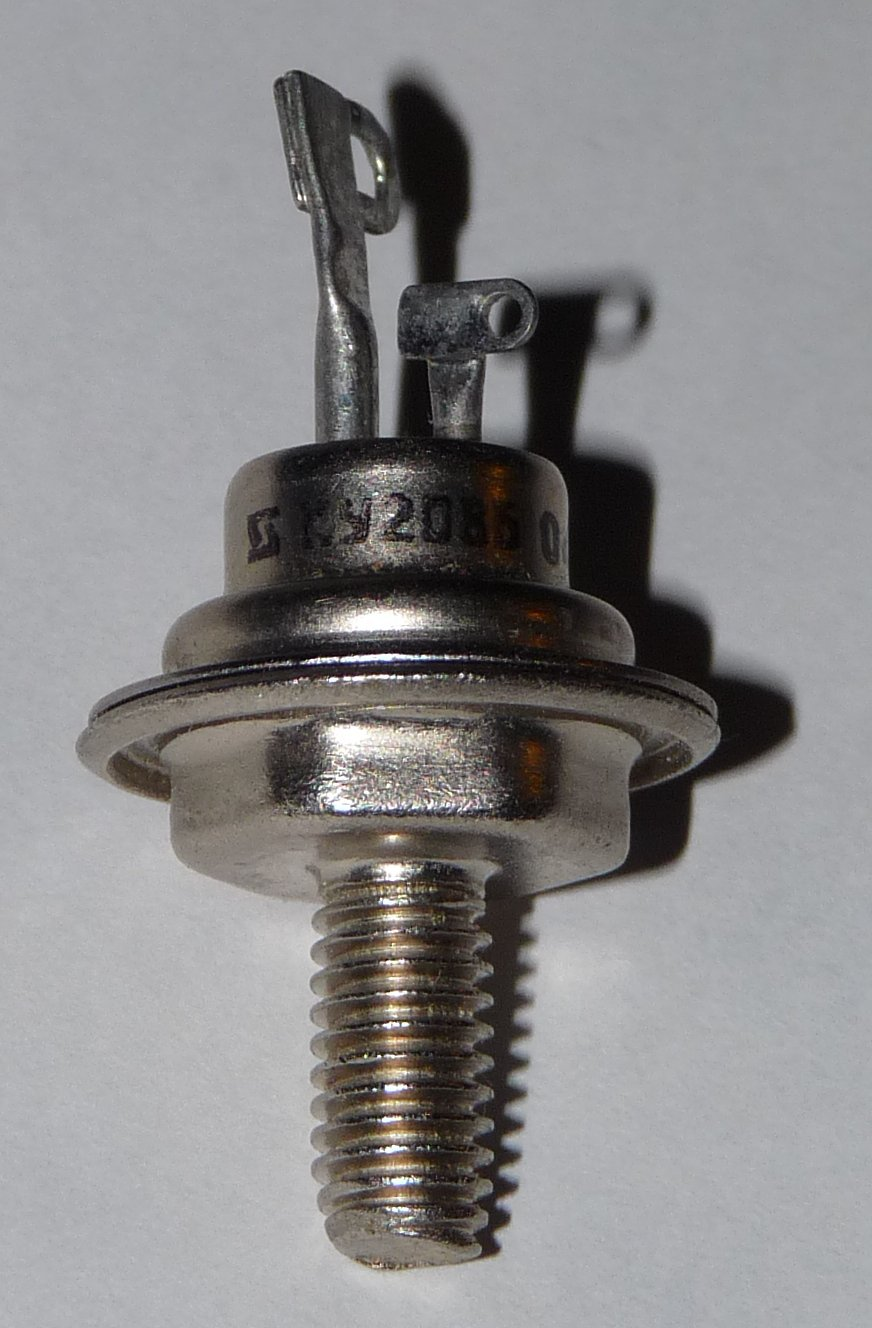
Tiristor

Un tiristor és un dispositiu electrònic d'estat sòlid, un rectificador que s'utilitza per a controlar el flux de corrent. Es tracta d'un dispositiu fonamental per al control dels circuits de potència, independentment de si són de corrent continu com de corrent altern, per això són molt utilitzats en l'electrònica industrial. És un dispositiu anàleg al tiratró, un tipus de vàlvula electrònica també utilitzat per controlar el corrent, i de vegades se'l coneix com a tiratró sòlid Els materials dels quals es compon són de tipus semiconductor, és a dir, depenent de la temperatura a què es trobin poden funcionar com a aïllants o com a conductors. Són dispositius unidireccionals (SCR) o bidireccionals (Triac o DIAC). S'empra generalment per al control de potència elèctrica.
Per als SCR, el dispositiu consta d'un ànode i un càtode, on les unions són de tipus P-N-P-N entre aquests. Per tant, es pot modelar com a 2 transistors típics P-N-P i N-P-N, per això es diu també que el tiristor funciona amb tensió realimentada. Es creen així 3 unions (denominades J1, J2, J3 respectivament), el terminal de porta està a la unió J2 (unió NP).
Algunes fonts defineixen com a sinònims el tiristor i el rectificador controlat de silici (SCR); Encara que en realitat la forma correcta és classificar el SCR com un tipus de tiristor, alhora que els dispositius DIAC i TRIAC.
Aquest element va ser desenvolupat per enginyers de General Electric en els anys 1960. Encara que un origen més remot d'aquest dispositiu el trobem en el SCR creat per William Shockley (premi Nobel de física el 1956) el 1950, el qual va ser defensat i desenvolupat en els laboratoris Bell en 1956. Gordon Hall va liderar el desenvolupament a Morgan Stanley per a la seva posterior comercialització per part de Frank W. "Bill" Gutzwiller, de General Electric.

## Història
El rectificador controlat per silici (SCR) o tiristor proposat per William Shockley el 1950 i defensat per Moll i altres a Bell Labs va ser desenvolupat el 1956 per enginyers d'energia a General Electric (G.E.), dirigit per Gordon Hall i comercialitzat per Frank W. "Bill" Gutzwiller de GE. L'Institut d'Enginyers Elèctrics i Electrònics va reconèixer la invenció col·locant una placa al lloc de la invenció a Clyde, NY i declarant-la Fita Històrica IEEE.

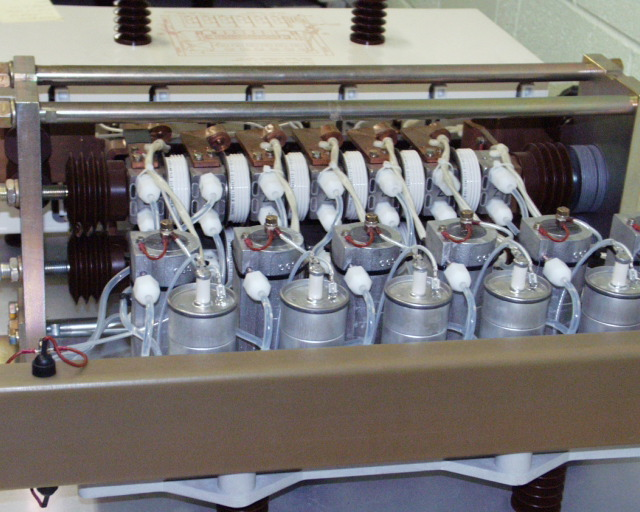
Un banc de sis tiristors de 2.000 A (discos blancs disposats en una fila a la part superior i vistos de costat)

### Etimologia
Un tub ple de gas anterior anomenat dispositiu tiratró proporcionava una capacitat de commutació electrònica similar, on un petit voltatge de control podia canviar un gran corrent. És a partir d'una combinació de "THYRatron" i "transISTOR" que deriva el terme "tiristor".:12

## Composició interna
El tiristor està fet amb 4 capes de semiconductor, habitualment silici, alternant el tipus p amb el de tipus n (NPNP o PNPN). Disposa de tres elèctrodes: ànode, càtode i porta o elèctrode de control. L'ànode està unit a la capa p externa, el càtode a la capa n de l'altre extrem i la portal a la capa p intermèdia. El funcionament és semblant al d'una parella de transistors bipolars, però l'activació sols es produeix quan apliquem un corrent a la porta.

Esquema físic i electrònic d'un tiristor, la construcció equivalent amb dos transistors bipolars i el seu símbol

## Funcionament
Els tiristrors són una família de dispositius que posseeixen la característica de ser biestables i poden ser commutats entre un estat "inactiu" amb alta resistència i corrent molt petit i un altre "actiu" de baixa resistència i corrent alt.
La porta és l'encarregada d'activar el pas de corrent entre l'ànode i el càtode. En l'estat normal d'apagat, el dispositiu restringeix el flux el corrent de fuita. Quan el corrent entre la porta i el càtode excedeix un cert llindar, el dispositiu s'activa i condueix el corrent entre ànode i càtode. L'estat d'actiu segueix fins i tot després d'extingir-se el corrent de la porta mentre el corrent que passi pel dispositiu estigui per sobre del corrent de manteniment (Corrent característic del tiristor, triacs i certs semiconductors per a mantenir la conducció ànode càtode). Una vegada el corrent que circula entre l'ànode i el càtode baixa d'aquest llindar el dispositiu s'apaga. Si el voltatge aplicat s'incrementa ràpidament, pot induir el suficient corrent de fuita com per a fer que el dispositiu s'engegui, però això redueix la seva vida útil.

## Tipus de tiristors

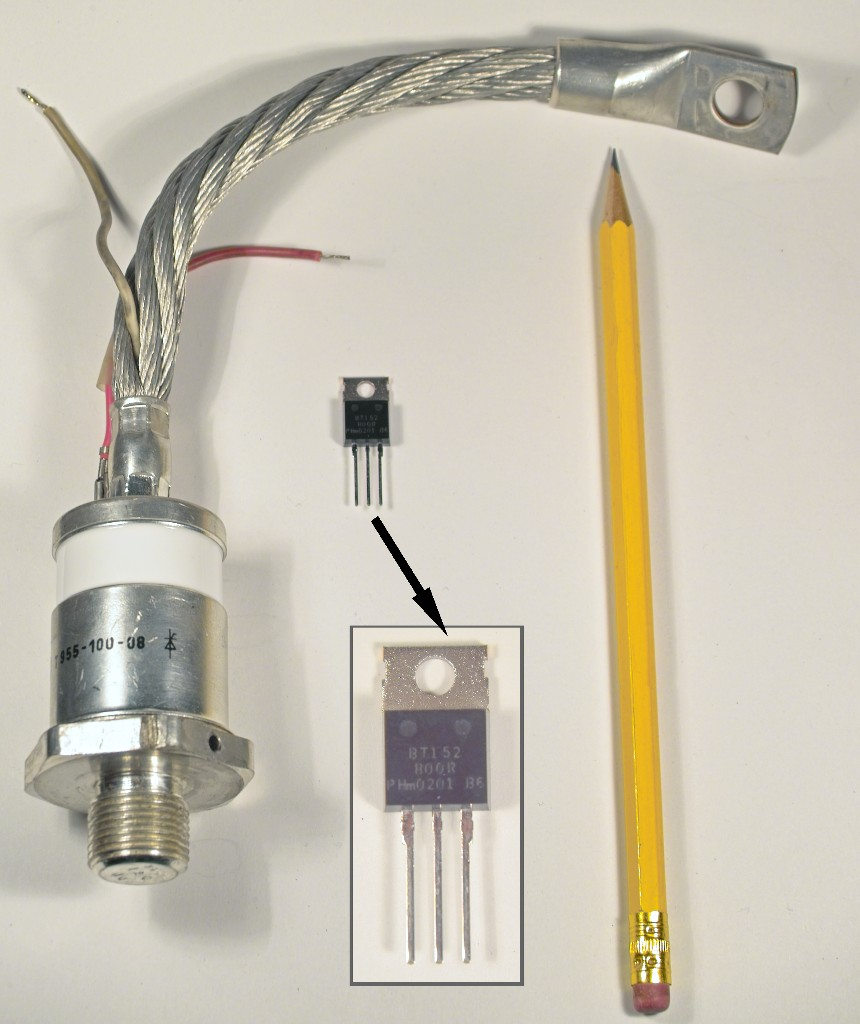
Comparació de la mida d'un tiristor de 100 amperes/800 volts (gros) i un altre de 13 amperes/800 volts (petit), i un llapis com a referència

Thyristor 13 Ampère/800 Volt in standard housing TO-220 (pencil for size comparison)
Al mercat existeixen més de 40.000 tipus de tiristor, amb règims de funcionament des de pocs mil·liamperes fins a més de 5.000 amperes i amb voltatges que poden superar els 900.000 volts.
- SRC (de l'anglès Silicon Controlled Rectifier o Rectificador controlat de silici): és un dels tipus més comuns, s'utilitza per a convertir el corrent altern a corrent continu i s'utilitza de manera de manera habitual als dispositius destinats a controlar la velocoitat dels motors, el nivell dels líquids, la temperatura o la pressió.[2] De vegades s'aplica el nom SCR, com una sinècdoque, a tots els dispositius.[1]
- Triac: és un dispositiu que pot commutar el corrent en qualsevol direcció aplicant un petit corrent entre la porta i un dels dos elèctrodes (el sentit del corrent dependrà de l'elèctrode escollit).[6]
- Tiristor blocable: (conegut per les sigles GTO de l'anglès Gate turn-off switch), és un dispositiu que té la propietat de poder ser disparat per un impuls positiu aplicat a la porta i blocat novament en aplicar un impuls negatiu a la porta.[1]
- Diac: és un dispositiu que es caracteritza per ser conductor en tots dos sentits però només quan la tensió aplicada sobrepassa un determinat valor característic.

## Aplicacions
Els tiristors s'usen en la indústria per a produir voltatges variables en corrent continu a partir d'una línia de corrent altern per a alimentar motors de DC (normalment 5-100 HP) així com controls de corrent per a soldadura elèctrica i d'altres aplicacions de control de potència. També s'usen en vehicles elèctrics per a modular el voltatge de treball en un circuit Jacobson i com a pont rectificador controlat d'una o més fases, o controls per polsos d'amplitud modulada, (PWM en anglès).
Els tiristors poden ser usats també com a elements de control en controladors accionats per angles de fase, això és una modulació per ample de polsos per limitar la tensió en corrent altern.
En circuits digitals també es poden trobar tiristors com a font d'energia o potencial, de manera que poden ser usats com a interruptors automàtics magnetotèrmics, és a dir, poden interrompre un circuit elèctric, obrint-lo, quan la intensitat que circula per ell s'excedeix d'un valor determinat. D'aquesta manera s'interromp el corrent d'entrada per evitar que els components a la direcció del flux de corrent quedin danyats. El tiristor també es pot usar en conjunt amb un díode Zener enganxat a la seva porta, de manera que quan la tensió d'energia de la font supera la tensió del Zener, el tiristor condueix, escurçant la tensió d'entrada provinent de la font a terra, fonent un fusible.
La primera aplicació a gran escala dels tiristors va ser per controlar la tensió d'entrada provinent d'una font de tensió, com un endoll, per exemple. Al començament dels anys 70 es van usar els tiristors per estabilitzar el flux de tensió d'entrada dels receptors de televisió en color.
Se solen utilitzar per controlar la rectificació en corrent altern, és a dir, per transformar aquest corrent altern en corrent continu (sent en aquest punt els tiristors onduladors o inversors), per a la realització de commutacions de baixa potència en circuits electrònics.
Altres aplicacions comercials són en electrodomèstics (il·luminació, escalfadors, control de temperatura, activació d'alarmes, velocitat de ventiladors), eines elèctriques (per a accions controlades com ara velocitat de motors, carregadors de bateries), equips per a exteriors (aspersors d'aigua, encesa de motors de gas, pantalles electròniques...)
En fotografia el primer ús del tiristor, es va donar als flaixos electrònics, als anys 80. Abans d'això, quan es disparava un flaix, aquest botava tota la càrrega acumulada, necessitant 10 o més segons per recarregar completament. Quan es feien servir combinats amb el mode automàtic d'exposició, el dispositiu només ocupa la proporció de càrrega que necessita per a aquesta exposició, la qual cosa va permetre accelerar increïblement els temps de recàrrega. En l'actualitat aquests flaixos permeten disparar 3 o 4 vegades per segon, a més de fer-ho amb una gran precisió en la quantitat de llum emesa.

### Paràmetres del tiristor
- VRDM: màxima tensió inversa d'encebament (VG = 0)
- VFOM: màxima tensió directa sense engreixament (VG = 0)
- IF: màxima corrent elèctrica directa permesa.
- PG: màxima dissipació de potència entre comporta i càtode.
- VGT-IGT: màxima tensió o corrent requerida a la comporta (G) per a l'encebament
- IH: mínim corrent d'ànode requerit per mantenir engreixat el tiristor
- dv/dt: màxima variació de tensió sense produir engreixament.
- di/dt: màxima variació de corrent acceptada abans de destruir el tiristor.

## Fabricació
- Tècnica de Difusió-Aliació: la part principal del tiristor està composta per un disc de silici de material tipus N, 2 unions s'obtenen en una operació de difusió amb gal·li, el qual dopa amb impureses tipus P les 2 cares del disc. A la cara exterior es forma una unió, amb un contacte or-antimoni. Els contactes de l'ànode i el càtode es fan amb molibdè. La connexió de porta es fixa a la capa intermèdia (tipus P) fent servir alumini. Aquesta tècnica es fa servir només per a dispositius que requereixen gran potència.

- Tècnica "Tota Difusió": es tracta de la tècnica més usada, sobretot en dispositius de mitjana o baixa intensitat, el problema principal d'aquesta tècnica resideix en els contactes, la construcció dels quals resulta més delicada i problemàtica que en el cas de difusió-aliatge. Les 2 capes P s'obtenen per difusió del gal·li o l'alumini, mentre que les capes N s'obtenen mitjançant el sistema de màscares d'òxid. El principal problema d'aquest mètode rau en la multitud de fases que cal fer. Tot i que certes tècniques permeten paral·lelitzar aquest procés.

- Tècnica de Barrera Aïllant: aquesta tècnica és una variant de l'anterior. Es parteix d'un substrat de silici tipus N que s'oxida per les dues cares, després a cadascuna de les 2 cares se'n fa la difusió amb material tipus P. Una difusió molt duradora i a altes temperatures produeix la unió de les 2 zones P. Després d'aquest procés s'elimina tot l'òxid d'una de les cares i s'obre una finestra a l'altra, aleshores es realitza amb vista a aïllar més zones de tipus N, una difusió tipus P. Després d'una darrera difusió N el tiristor ja està acabat mancant establir les metal·litzacions, tallar els daus i encapsular-los.

## Tipus d'errors
Els fabricants de tiristors generalment especifiquen una regió de potència segura que defineix els nivells acceptables de voltatge i corrent per a una determinada temperatura de funcionament. El límit d'aquesta regió és determinat en part pel requisit que no s'excedeixi la potència de porta màxima permesa (PG), especificada per a una durada de pols de potència determinada.
A més dels tipus d'error habituals a causa de l'excés de voltatge, corrent o potència nominal, els tiristors tenen els seus propis modes d'error particulars, que inclouen:
- Activació di/dt: on la taxa d'augment del corrent d'estat després de l'activació és més gran que la que pot suportar la velocitat de propagació de l'àrea de conducció activa (SCR i triac).
- Commutació forçada: en què el corrent de recuperació inversa màxima transitòria provoca una caiguda de voltatge tan alta a la regió del subcàtode que excedeix el voltatge de ruptura inversa de la unió del díode del càtode de la porta (només SCR).
- Encesa dv/dt: el tiristor es pot emprendre de manera espúria sense emprendre des de la porta si la taxa d'augment de voltatge d'ànode a càtode és massa gran.

## Tiristors de carbur de silici
En els darrers anys, alguns fabricants han desenvolupat tiristors utilitzant carbur de silici (SiC) com a material semiconductor. Aquests tenen aplicacions en ambients d'alta temperatura, sent capaços d'operar a temperatures fins a 350 °C.